# 江汉运河
江汉运河航道，建设期名为引江济汉通航工程，是一条位于湖北省境内的运河，也是中华人民共和国建设的第一条运河。运河进口位于长江中游荆州市龙洲垸，途经荆门市沙洋县，在潜江市高石碑镇汇入汉江，全长67.22公里。江汉运河航道于2009年11月22日开工建设，2013年底总体完工，2014年9月26日正式通航。江汉运河经中华人民共和国国家发展和改革委员会、中华人民共和国交通运输部批准，由湖北省人民政府投资、中华人民共和国交通运输部补助，按照全国高等级航道网总体规划，利用南水北调中线引江济汉工程引水渠道，同步实施通航设施建设，沟通长江和汉江航运。

## 设施

### 航道
- 水深3.2米
- 底宽60米
- 弯曲半径480米
- 限制性Ⅲ级航道

### 船闸
- 龙洲垸船闸。长江进口处，Ⅲ级船闸，设计年通过能力970万吨，位于荆州市荆州区李埠镇。
- 高石碑船闸。汉江出口处，Ⅲ级船闸，设计年通过能力730万吨，位于潜江市高石碑镇。

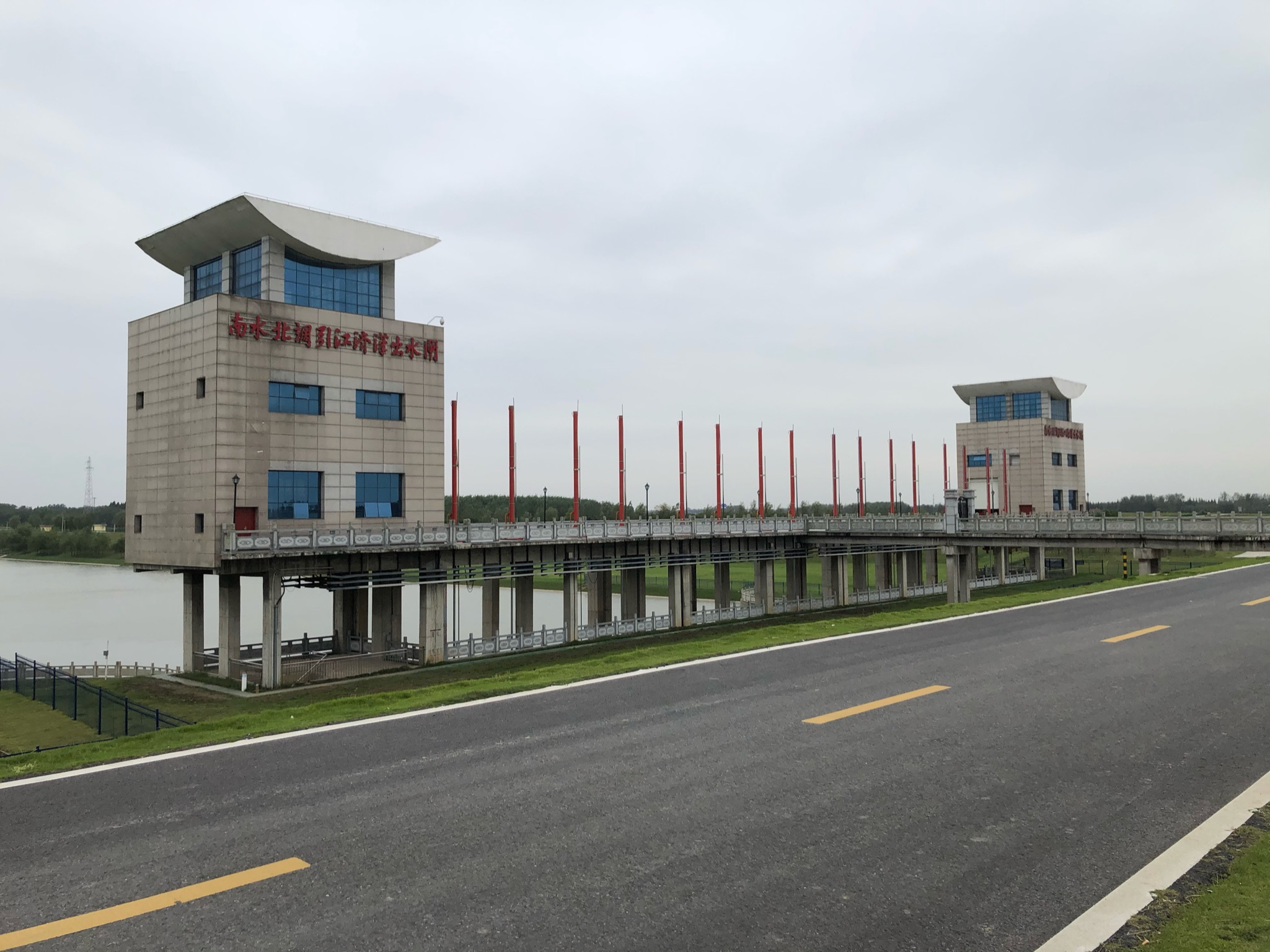
高石碑船闸

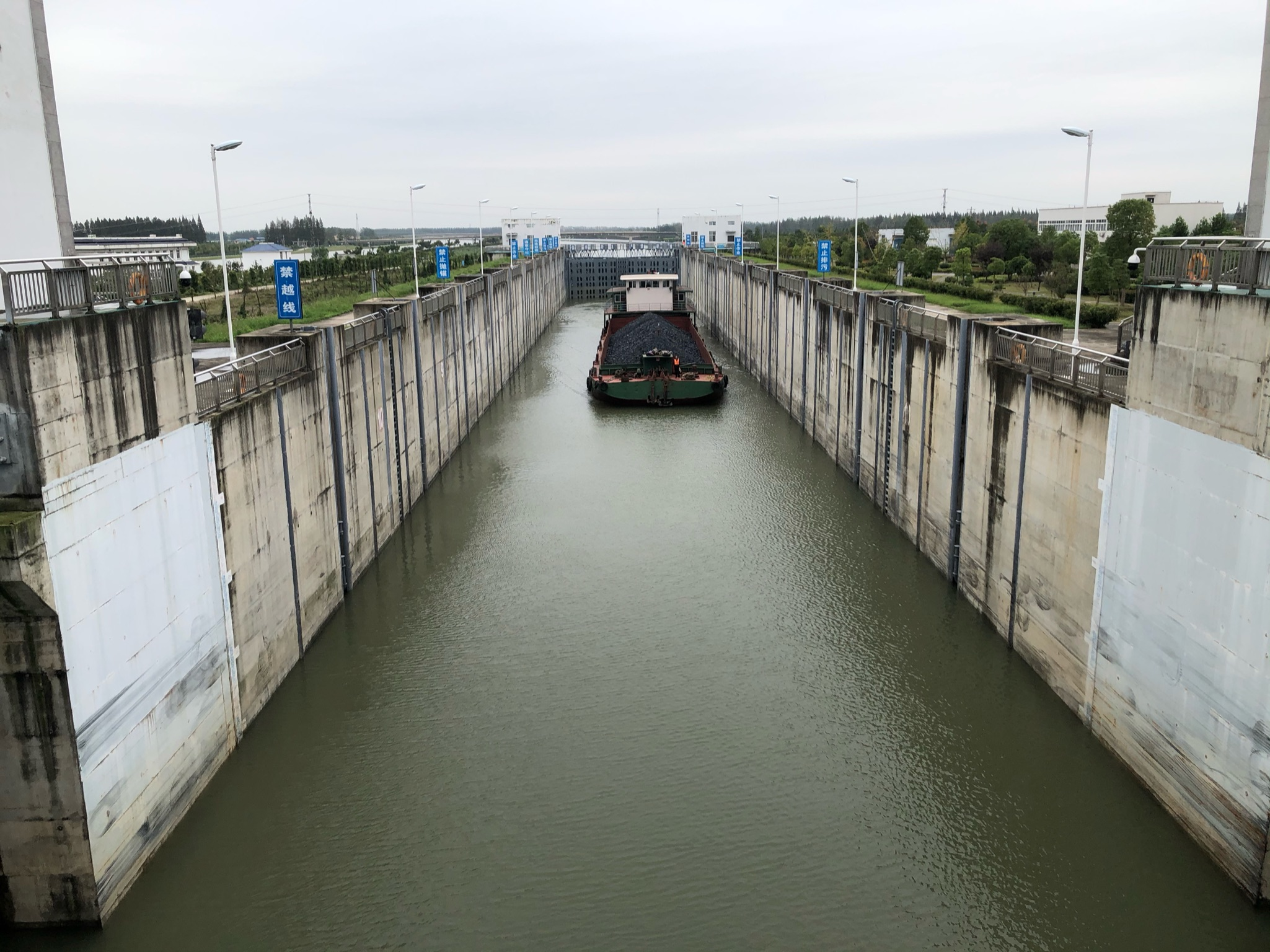
高石碑船闸闸室

## 外部链接

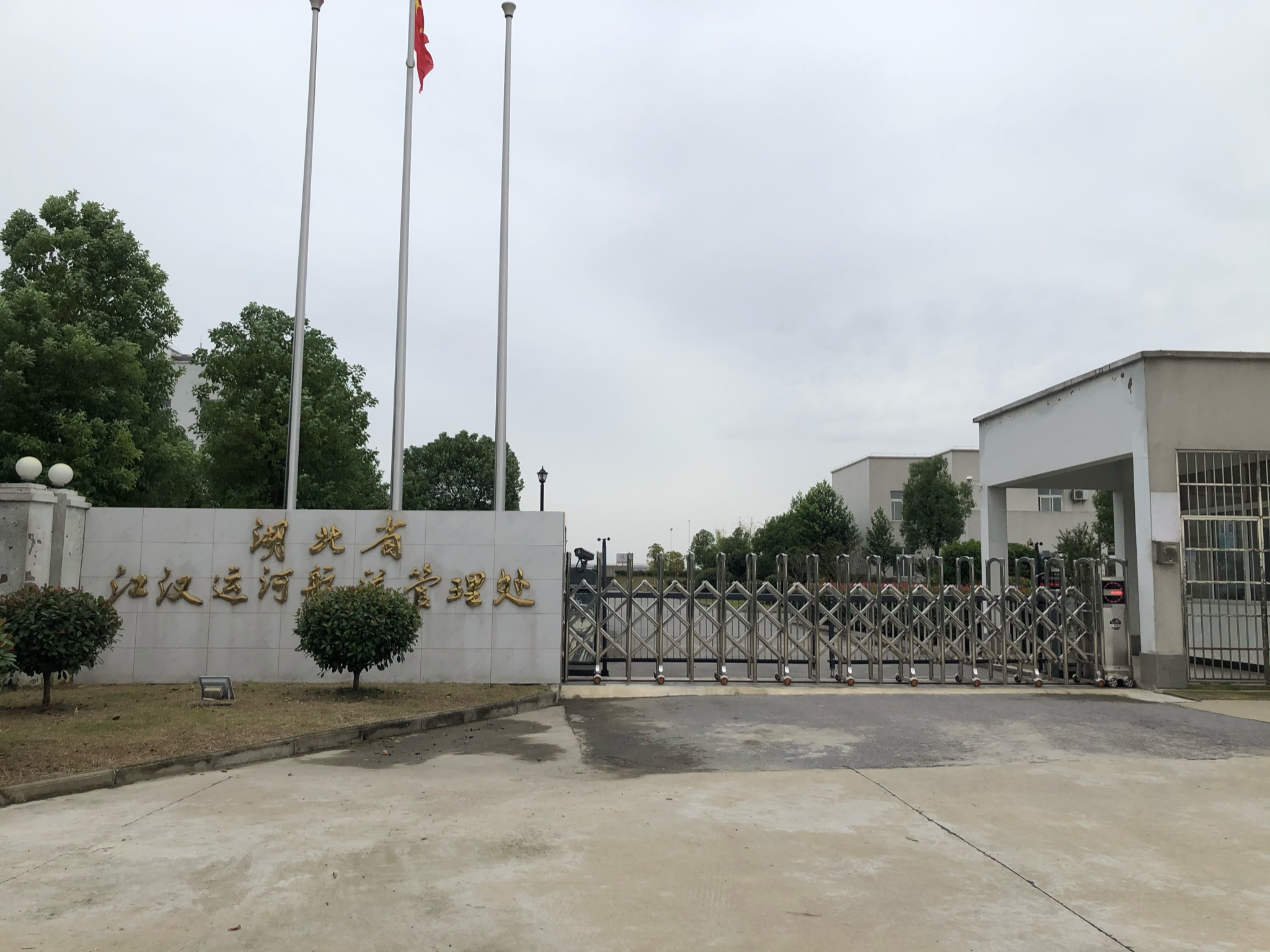
湖北省江汉运河航道管理处

#### 船闸闸室有效尺度
- 长180米
- 宽23米
- 门槛水深3.5米

#### 设计代表船型
- 1000吨级货船
- 一顶二单排双列1000吨级船队

#### 船队设计尺度
- 长160米
- 宽10.8米
- 吃水2.0米

### 回旋水域
- 纪南
- 后港
- 邓洲

### 过河交叉建筑物

#### 净空尺度标准
- 净高不低于8.5米
- 净宽不低于60米